# Neutraler Monismus
Neutraler Monismus ist die philosophische These, dass sowohl Geist als auch Materie auf grundlegende, identische Elemente reduziert werden können, die insofern neutral sind, als sie entweder ihrerseits weder materieller noch mentaler Natur sind, oder in denen beides gleicherweise angelegt ist. Die jeweilige Geistigkeit bzw. Materialität der Welt wird dabei einzig auf die Beziehungen dieser neutralen Elemente untereinander zurückgeführt.
Man kann sagen, dass der Neutrale Monismus erstmals durch den Psychophysischen Parallelismus von Baruch Spinoza, eines niederländischen Philosophen des 17. Jahrhunderts,  eingeführt wurde. Eine spätere Variante wurde zeitweise von Bertrand Russell vertreten, von dem auch die Bezeichnung stammt. Der eigentliche klassische neutrale Monist ist jedoch der Physiker und Philosoph Ernst Mach, für den die weder geistigen noch körperlichen sinnlichen Elemente je nach Beziehung, die sie eingehen, entweder physischer oder psychischer Natur sind. Mach hat seine Auffassung durch Weiterentwicklung des Psychophysischen Parallelismus von Gustav Theodor Fechner gewonnen. Auch William James wird als ein klassischer Vertreter eines neutralen Monismus verstanden.
Der amerikanische Philosoph Donald Davidson vertrat eine Position der Körper-Geist-Identität, die er „anomalen Monismus“ nannte. Diese ist mit den hier behandelten Theorien verwandt, wenn auch nicht identisch: „Anomal“ bedeutet für das Geistige in diesem Zusammenhang „nicht allein aus physikalischen Gesetzmäßigkeiten ableitbar“.